# An Isouna Agapi
An Isouna Agapi (грец. Αν Ήσουνα Αγάπη) — пісня грецької співачки Єлени Папарізу, що увійшла (другий сингл) до її четвертого студійного альбому Giro Apo T' Oneiro.

## Історія видання
Офіційний реліз синглу відбувся 25 лютого 2010 року, між тим прем'єра відбулася днем раніше 24 лютого на радіостанції Dromos FM 89.8. Музичне відео на пісню знімали впродовж 16 годин 4 березня в готелі Astir Palace. Mad Video Awards нагородило кліп An Isouna Agapi в номінації Найсексуальніше відео року.

## Позиції в чартах
| Чарт                            | Пікова позиція |
| ------------------------------- | -------------- |
| Billboard Greek Digital Singles | 5              |
| Greek Airplay Top 40            | 4              |